# Manuel Bonilla

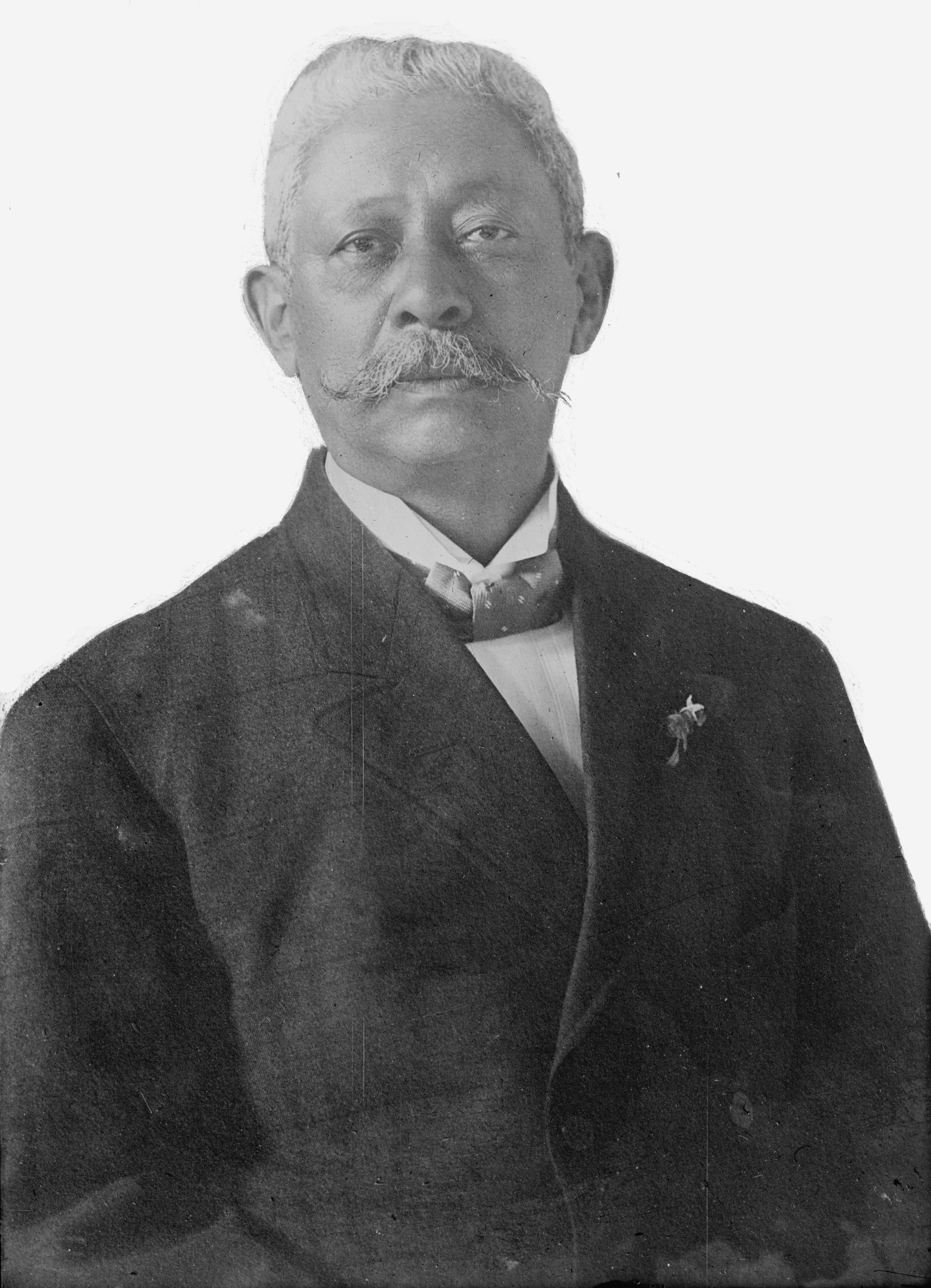
Manuel Bonilla

Manuel Bonilla Chirinos  (* 7. Juni 1849 in Juticalpa, Departamento Olancho, Honduras; † 21. März 1913) war ein General und vom 1. Februar 1903 bis zum 11. April 1907 (erste Amtsperiode) und vom 1. Februar 1912 bis zum 21. März 1913 (zweite Amtsperiode) Präsident der mittelamerikanischen Republik Honduras.

## Leben

### Herkunft und frühe Laufbahn
Manuel und Policarpo Bonilla waren entfernt verwandt. Policarpo hatte im Gegensatz zu Manuel keine Indigenas als Vorfahren. Die beiden Bonillas wollten Schwestern heiraten. Policarpo intervenierte erfolgreich gegen die Eheschließung seiner Schwägerin mit Manuel Bonilla bei der Brautmutter, er wolle keine Indigenas in der Verwandtschaft haben. Der um seine Ehe gebrachte Manuel Bonilla übte erfolgreich Rache. Manuel Bonilla ging nach El Salvador ins Exil und organisierte dort den Aufstand, der Terencio Sierra in das Präsidentenamt und Policarpo Bonilla ins Gefängnis brachte. Die New York Times berichtete über den US-Söldner Lee Christmas, der in Honduras von Manuel Bonilla angeworben wurde. Er wurde Direktor der Polizei von Tegucigalpa und Brigadegeneral der Armee, er handelte als Gefängniswärter von Policarpo Bonilla und war Christmas’ Richter, als dieser zahlreicher Vergehen angeklagt wurde. Policarpo wurde zu einer langjährigen Haftstrafe verurteilt und blieb bis Anfang 1906 im Gefängnis; danach ging er ins Exil nach El Salvador.
Manuel Bonilla war im Oktober 1902 direkt gewählt worden, ihm wurde aber die Bestätigung durch das Parlament verweigert und Terencio Sierra übertrug die Präsidentschaft an Juan Ángel Arias Boquín. Manuel Bonilla rief sich am 1. Februar 1903 im Hafen von Amapala zum Präsidenten aus.
Policarpo Bonilla hatte seinem Freund José Santos Zelaya erlaubt, die Souveränität auf einem Gebietsstreifen an der honduranisch-nicaraguanischen Grenze auszuüben. Als Manuel Bonilla an die Macht kam, beanspruchte er diesen Streifen für Honduras. Zelaya hatte für das Gebiet einem Pittsburger Syndikat eine Konzession gegeben.
König Alfons XIII. von Spanien wurde als Schiedsinstanz vereinbart und entschied zu Gunsten von Honduras. Nun forderten die Konzessionäre von Zelaya Entschädigung und legten die Angelegenheit der US-Regierung vor. Manuel Bonilla wollte nicht, dass die Regierung in Washington die Angelegenheit aufgriff, und versuchte, die Angelegenheit mit den Konzessionären zu regeln. Zelaya, der Freund von Policarpo Bonilla, stand im Weg und Manuel Bonilla beschloss, ihn aus dem Weg zu räumen. Zelaya und Policarpo Bonilla arrangierten Ende 1906 einen Aufstand, der Manuel Bonilla stürzen und Policarpo wieder ins Präsidentenamt bringen sollte. Manuel Bonilla sandte einen nahen Freund auf einem Bananendampfer los, um Waffen für den Krieg zu kaufen. Zu diesem Zweck gab er seinem Freund eine New Yorker Schuldverschreibung über eine ausreichende Menge Geld mit. Aber das Geld wurde nie für den beabsichtigten Zweck eingesetzt. Die nicaraguanische Armee unter dem Kommando von General Juan José Estrada besetzte Küstenorte und marschierte in das Landesinnere von Honduras.
General Dionisio Gutiérrez von der Partio Liberal begann am 23. Dezember 1906 mit Unterstützung von José Santos Zelaya einen Aufstand gegen Manuel Bonilla. Die honduranische Armee verfolgte die Aufständischen der Partido Liberal auf nicaraguanisches Gebiet. Die nicaraguanische Regierung verlangte eine Entschädigung, die Manuel Bonilla ablehnte. Im Februar 1907 drangen nicaraguanische Truppen in Honduras ein. Die Regierung der USA ließ daraufhin von US Marines unter William F. Fullam Häfen in Nicaragua und Honduras besetzen: Bluefields, Puerto Cortés, La Ceiba und Trujillo.

### Schlacht bei Namasigüe 1907
Am 11. März 1907 verstärkten etwa 5.000 Soldaten unter dem Kommando von General José Dolores Reza, welche Fernando Figueroa aus El Salvador gesandt hatte, die etwa 1.500 Soldaten der honduranischen Armee. Diese trafen auf die nicaraguanischen Truppen bei Nacaome. Die Schlacht dauerte von 18. bis 23. März 1907. Sie wurde durch ein Bombardement der nicaraguanischen Krupp-Kanonen eröffnet. Am 19. März 1907 wurde die salvadorenischen und honduranischen Truppen ins Feuer der nicaraguanischen Maxim-Maschinengewehre geführt. Etwa die Hälfte der honduranischen Truppen lief zu den nicaraguanischen Truppen über. Von den Truppen der Partido Conservador aus Honduras und El Salvador wurden mehr als 1.000 durch überlegene Waffen getötet. Zelaya berichtete, dass die Toten nicht mehr eingegraben werden konnten. Manuel Bonilla und etwa 500 seiner Soldaten besetzten die Festungsanlage der Insel Amapala im Golf von Fonseca, wo sich Manuel Bonilla Terencio Sierra ergab.

### Exil

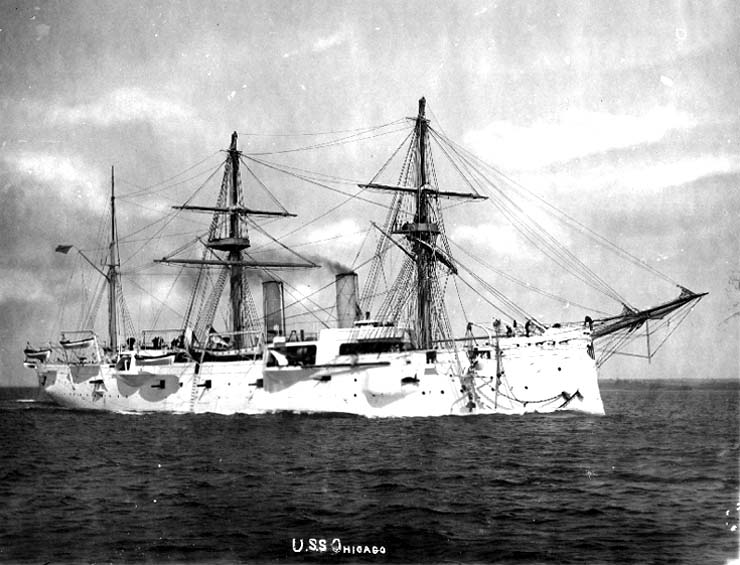
Panzerkreuzer USS Chicago

Manuel Bonilla begab sich auf den Panzerkreuzer USS Chicago, von dort nach Mexiko und nach Belize, wo er drei Jahre als Landwirt im Pflanzenanbau arbeitete.
Ein US-Unterhändler einigte sich mit den Außenministern aus Nicaragua und El Salvador auf Terencio Sierra als Präsident für Honduras. Miguel R. Dávila mobilisierte Truppen gegen die Truppen von Terencio Sierra. Sierras Truppen wurden geschlagen und Miguel R. Dávila wurde Präsident.

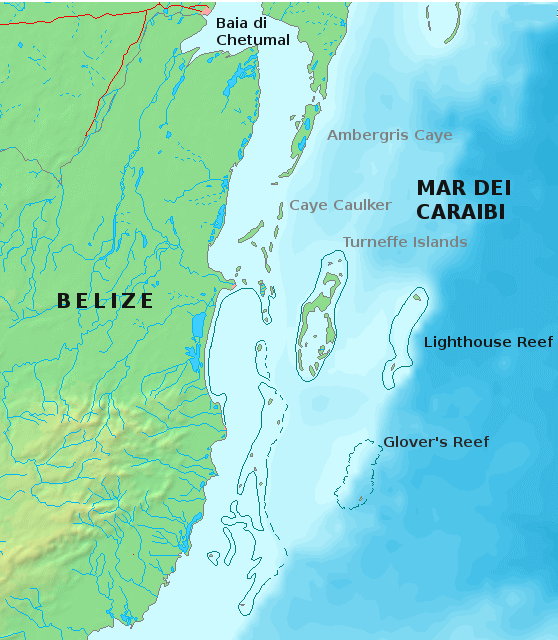
Hauptinseln vor Belize mit Glover’s Reef

Im Juni 1910 hatte sich Manuel Bonilla mit zwei Filibustieregruppen (Irreguläre Truppe|irreguläre Soldaten) in Glover’s Reef getroffen und segelte mit diesen nach Puerto Cortés. Manuel Bonillas Verbindungsmann in Puerto Cortéz starb in der Nacht vor der Ankunft der Filibustiere. Die Regierungskräfte fanden in seinen Kleidern Aufzeichnungen über den geplanten Aufstand, einschließlich der Namen von etwa 200 Aufständischen in Puerto Cortéz, San Pedro Sula, La Ceiba, welche die Regierung sofort gefangen nahm.

### Zweite Amtszeit
Als Ergebnis der US Intervention 1911 in Honduras kam Manuel Bonilla ab 28. März 1911 zu seiner zweiten Amtszeit als Präsident. Im Oktober 1911 war Bonilla zum Präsidenten gewählt und in der verbleibenden Zeit vergab er drei Eisenbahn-, eine Hafenkonzession und zehntausend Hektar Land an Sam Zemurray. Darüber hinaus annullierte er eine Haupt-Eisenbahnkonzession welche an Washington S. Valentine vergeben war. Bei Washington S. Valentin hatte José Santos Zelaya 1913 Asyl gesucht.